# Иустин (Игнатьев)
Иеромона́х Иусти́н (в миру Иван Васильевич Игнатьев; 24 февраля 1823, деревня Келич, Волоколамский уезд, Московская губерния — ?) — единоверческий иеромонах Русской православной церкви, старообрядческий епископ Тульчинский Белокриницкой иерархии.

## Биография
Семья принадлежала к беглопоповскому согласию, но так как родители Ивана были незаписными старообрядцами, то он был крещён и миропомазан священником греко-российской церкви. Вскоре после крещения был миропомазан во Ржеве беглым священником, присоединившись таким образом к старообрядчеству.
С 18 по 26 лет занимался в Москве «художеством», но знакомство с различными старообрядцами побудило его, как он сам позже писал, «оставить житейские заботы и всего себя посвятить на служение Богу в удалённом от мира странствии».
22 мая 1861 года стал вторым епископом рукоположенным архиепископом Онуфрием Браиловским в Белой Кринице на Тульчинскую кафедру.
Его старообрядческая паства оказалась на территории Османской империи, где он и прибывал и даже построил на свои средства старообрядческую церковь.
15 апреля 1863 года вместе с епископом Славским Аркадием, епископом Васлуйским Аркадием, а также белокриницким архидиаконом Филаретом (Захаровичем) подписал «Окружное послание».
Недовольство, вызванное раздорами в Белокриницкой старообрядческой иерархии, ещё усилившимися спорами с беспоповскими старообрядцами, зародило в нём сомнения в истинности Белокриницкой иерархии, которое укрепилось когда нашлись единомышленники, главным из которых стал епископом Коломенский Пафнутий (Овчинников). Постепенно сформировалось братство из 7-ми единомышленников, которые вступили в переговоры со митрополитом Московским Филаретом (Дроздовым), закончившиеся присоединением к синодальной Православной Российской Церкви.
Сначала 23 июня 1865 года епископ Браиловский Онуфрий (Парусов) вместе с епископом Коломенским Пафнутием (Овчинниковым), иеромонахом Иоасафом, архидиаконом и секретарём-письмоводителем Белокриницкой митрополии Филаретом (Захаровичем) и иеродьяконом Мельхиседеком, в Московском Троицком единоверческом храме, епископом Дмитровским Леонидом (Краснопевковым), викарием Московской епархии, были присоединены к Православной Церкви на правах единоверия.
21 июля 1865 года к ним ещё присоединились на правах единоверия неокружнический епископ Тульский Сергий и протодиакон Кирилл Загадаев.
17 августа 1865 года бывшие члены Белокриницкого согласия, перешедшие в единоверие, были представлены Александру II, который сочувственно отнёсся к идее создания в Москве Никольского единоверческого монастыря.
В марте 1867 года епископ Иустин покинул Тульчу и в начале апреля добрался до Москвы, где начал готовиться к присоединению к Православной Российской Церкви. Был принят в том же году как инок; вместе с ним был принят иеродьякон Феодосий.
15 декабря 1868 года был рукоположен во иеродиакона для служения в Московском Никольском единоверческом монастыре. Впоследствии рукоположён в сан иеромонаха.